# Rue de la Cité (Troyes)
Pour les articles homonymes, voir Rue de la Cité.
La rue de la Cité est une voie historique du centre-ville de Troyes, dans le département de l'Aube.

## Situation et accès
Cette voie qui se trouve dans centre ancien, le bouchon de Champagne, commence rue Sinart et se termine quai des Comtes-de-Champagne.
Elle est bordée par :
- la cathédrale de Troyes,
- le Musée Saint-Loup et
- l'Hospice Saint-Nicolas de Troyes.

## Bâtiments remarquables et lieux de mémoire

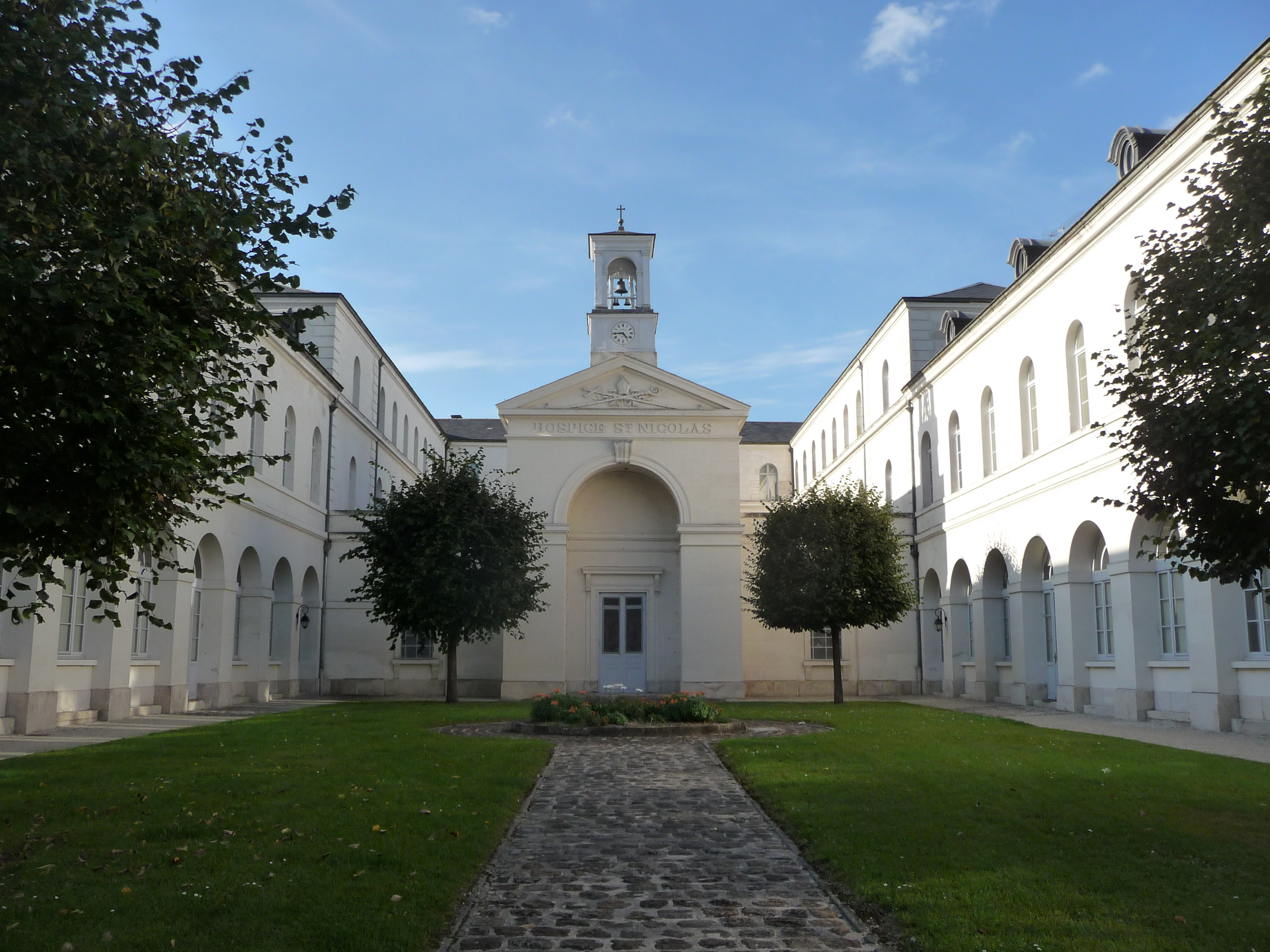
L'Hospice,
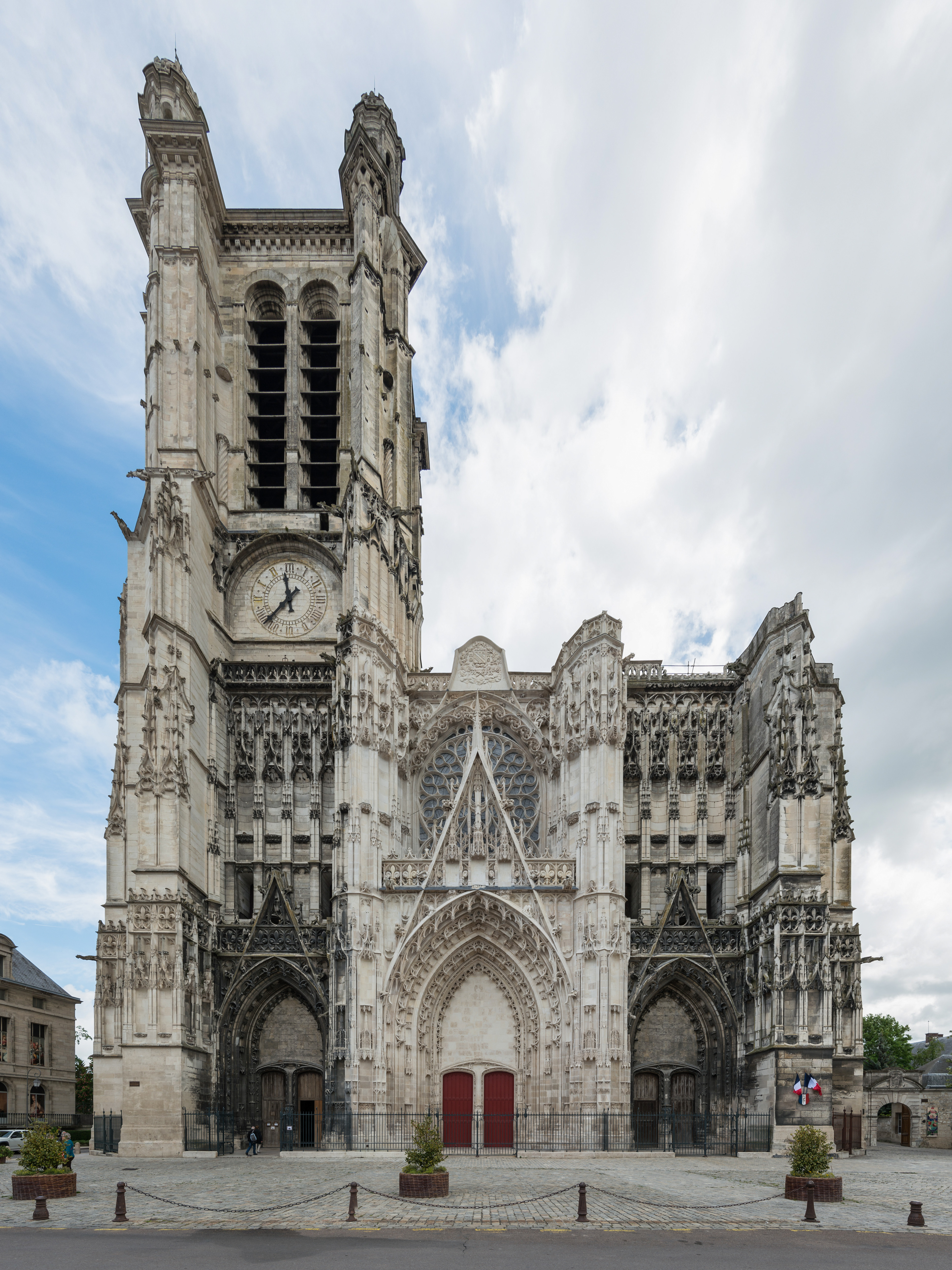
Lla cathédrale,a Maison de l'Orfèvre au 9,
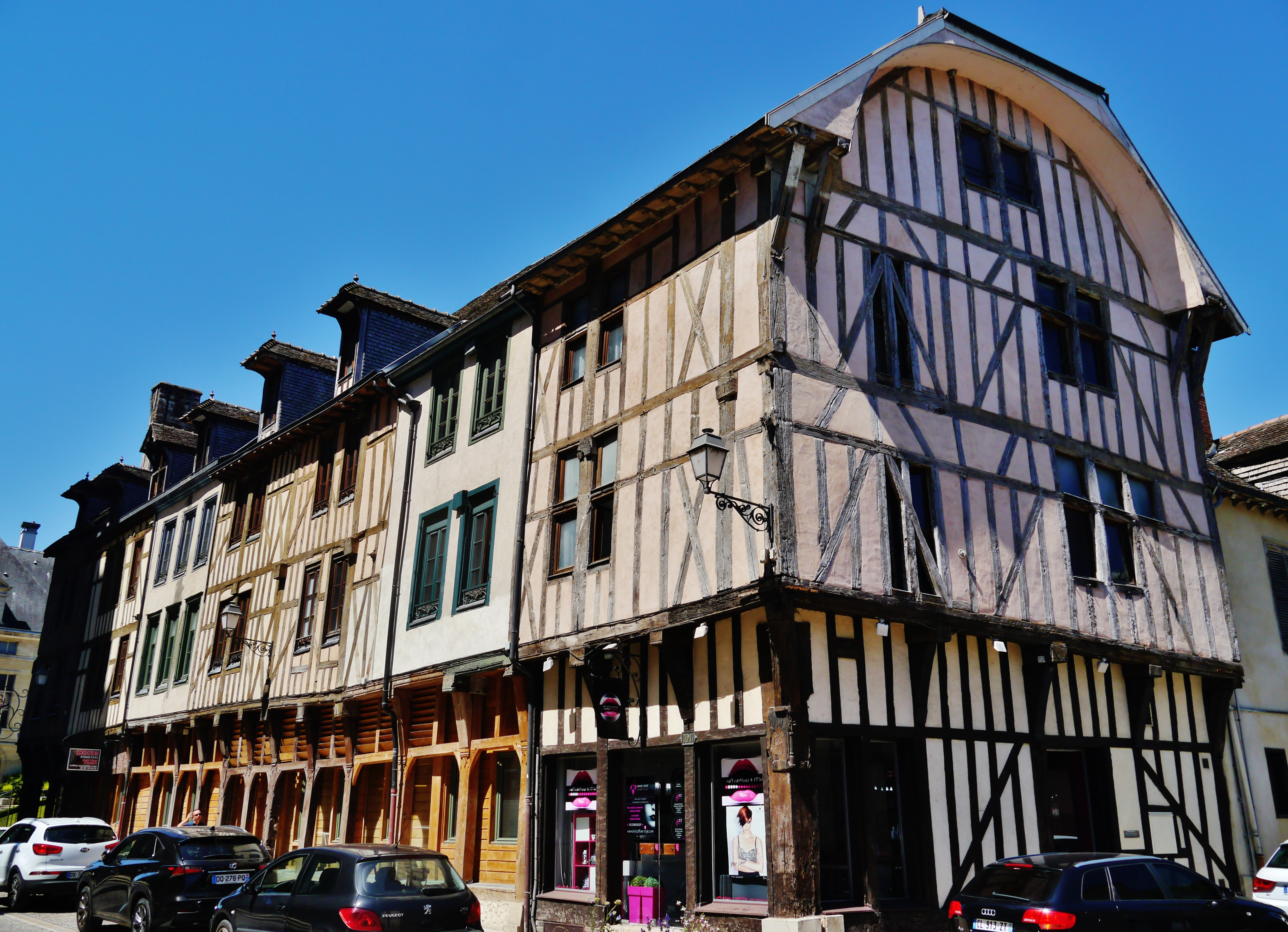
maisons à pan de bois,
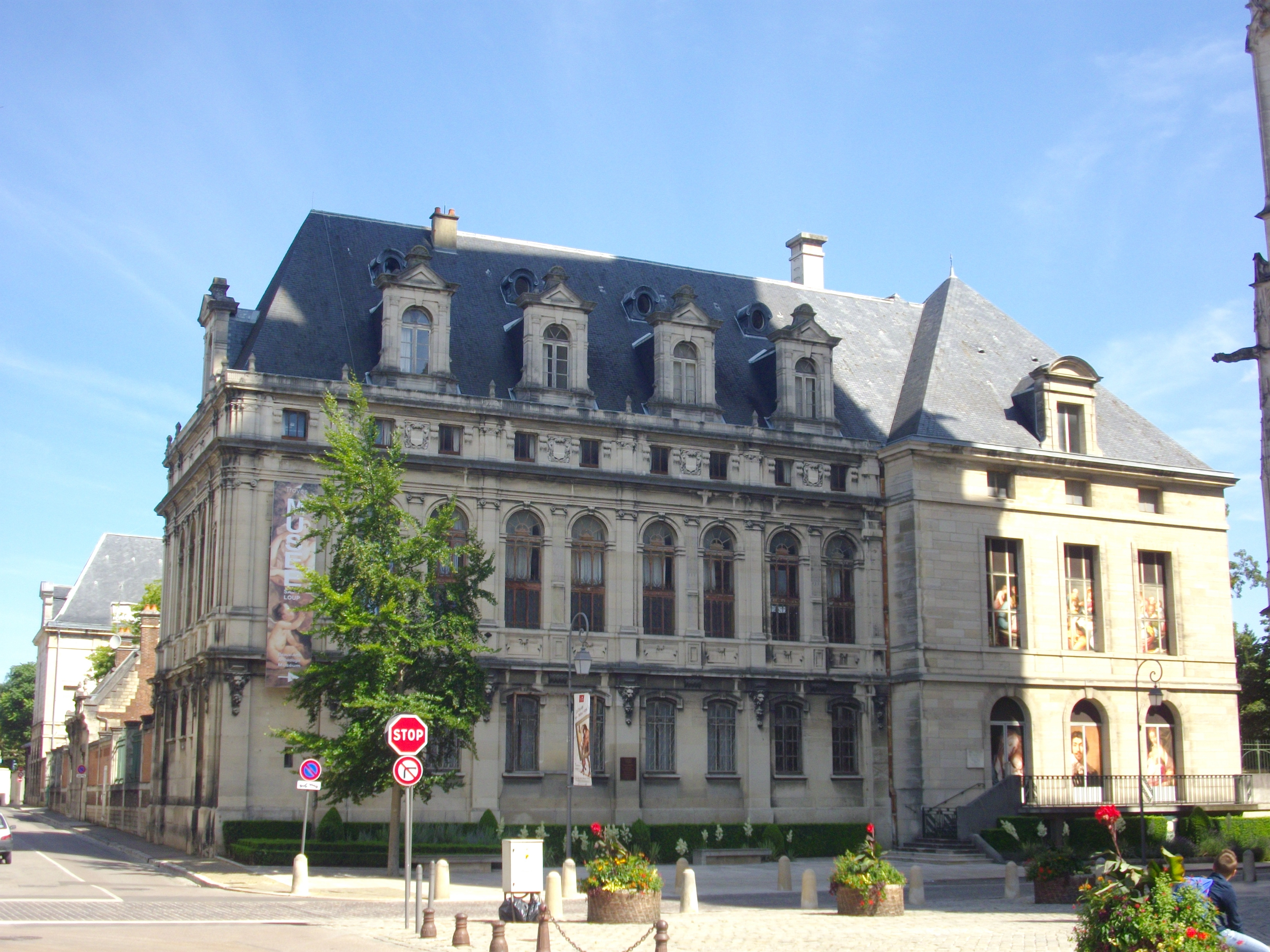
le musée.